# 甲賀町五反田
甲賀町五反田（こうかちょうごたんだ）は、滋賀県甲賀市にある地名。

## 地理
甲賀市甲賀町の最南端に位置し、東は甲賀町油日、南は三重県伊賀市柘植町・三重県伊賀市小杉、西は甲賀町高嶺、北は甲賀町和田に接する。油日との境付近に五反田川が流れる。中央にJR草津線と滋賀県道4号草津伊賀線が通じる。

## 歴史
壬申の乱で大和と近江の軍が戦った古戦場とされる。886年まで古代東海道（倉歴道）が柘植方面に貫通していた。和田の分郷で、中世末に和田から開拓移住し、中世末に村をなしたとも伝えられる。近江・伊賀国境付近の余野では地形に明らかな変化がなく、しばしば国境争論の場となった。1573年には和田・五反田村と伊賀の上柘植村が立会山の教会をめぐって弓矢の争いとなり、甲賀郡奉行と伊賀奉行による裁定がなされている。甲賀郡中惣と伊賀惣国の野寄合が余野付近で行われたと推測される。1585年の甲賀ゆれと水口岡山城築城によりその支配下に入ったと考えられる。1600年に幕府領となった。1606年、1650年にも和田村、上柘植との境界論が起こり、明治に入ってから最終的な境界決定が行われた。
1870年（明治3年）には立川従によって8年をかけて大規模な開墾が行われた。その功績をたたえ、当地に開墾顕彰碑が設置されている。

## 世帯数と人口
2019年（令和元年）10月31日現在の世帯数と人口は以下の通りである。
| 町丁         | 世帯数 | 人口  |
| ------------ | ------ | ----- |
| 甲賀町五反田 | 84世帯 | 209人 |

## 学区
市立小・中学校に通う場合、学区は以下の通りとなる。
| 番・番地等 | 小学校             | 中学校             |
| ---------- | ------------------ | ------------------ |
| 全域       | 甲賀市立油日小学校 | 甲賀市立甲賀中学校 |

## 交通
- 滋賀県道4号草津伊賀線

## 施設
- 五反田公民館
- 光明寺[5] - 重要文化財の木造十一面観音立像
- 富士山大権現碑 - 市内最古の1654年に造立。富士浅間信仰
- 天理教油日分教会[5]

## その他

### 日本郵便
- 郵便番号 : 520-3423[3]（集配局：甲賀郵便局[8]）